# Les montagnards sont là
Pour plus de détails, voir Fiche technique et Distribution.
Les montagnards sont là (Swiss Miss) est un film musical américain réalisé par John G. Blystone, sorti en 1938, mettant en vedette Laurel et Hardy.

## Synopsis
Parce qu'il y a beaucoup de fromage dans les Alpes, Laurel et Hardy, sur une idée du premier, tentent d'y vendre des pièges à rats. Non loin de là, à l'hôtel des Alpes, le célèbre compositeur viennois Victor Albert est venu se ressourcer et travailler, incognito, sur sa prochaine opérette tyrolienne et surtout loin de son épouse, accompagné par Edward, son imprésario.
C'est une nouvelle fois le grand sens des affaires de nos compères qui les pousse à se retrouver dans l'obligation de travailler à la plonge de l'hôtel des Alpes lorsque survient Anna Albert, la cantatrice bien connue et épouse du compositeur, bien décidée à retrouver son mari et à ne pas être tenue à l'écart. Elle se fait engager comme femme de chambre et fait les yeux doux à Oliver pour attiser la jalousie de Victor Albert.
Mais tout finira par rentrer dans l'ordre et ce malgré l'intervention d'un gorille !

## Fiche technique
- Titre : Les montagnards sont là (ou Les montagnards sont là !)
- Titre original : Swiss Miss
- Réalisation : John G. Blystone[2], assisté de Hal Roach Jr. et John Sherwood (non crédité)
- Scénario : Jean Negulesco, Charley Rogers, James Parrott, Felix Adler et Charlie Melson
- Musique Philip Charig
- Photographie : Norbert Brodine et Art Lloyd
- Montage : Bert Jordan
- Production : Hal Roach
- Société de production : Hal Roach Studios et Metro-Goldwyn-Mayer
- Société de distribution :  Metro-Goldwyn-Mayer
- Pays de production :  États-Unis
- Langue originale : anglais
- Format : Noir et blanc - 35 mm - 1,37:1  -  sonore
- Genre : Comédie et film musical
- Longueur : huit bobines
- Date de sortie :
  - États-Unis : 20 mai 1938
  - France : 15 décembre 1938
- Affiche : Boris Grinsson (France)

## Distribution
Source principale de la distribution :
- Stan Laurel (VF: Franck O'Neill) : Stanley
- Oliver Hardy (VF: Charles Pinckney) : Oliver Hardy
- Della Lind (Grete Natzler)[4] (VF: Germaine Pioger) : Anna Albert
- Walter Woolf King (VF: Georges Spanelly) : Victor Albert
- Eric Blore (VF: Jean Lemarguy) : Edward
- Adia Kuznetzoff : Le chef
- Charles Judels (VF: Henry Valbel) : Le propriétaire de la fabrique de fromage
- Ludovico Tomarchio : Luigi, le directeur de l'hôtel
- Franz Hug : Flag Thrower
- Jean De Briac : Enrico
- George Sorel (VF: Maurice Dorléac) : Joseph, le chauffeur de Victor Albert
- Charles Gemora[5] : Le gorille

Reste de la distribution non créditée :
- Chet Brandenburg : Un figurant
- Baldwin Cooke : Un homme à l'hôtel
- Anita Garvin : La femme du commerçant
- Jack Hill : Un figurant
- Sam Lufkin : Un paysan
- Gustav von Seyffertitz : Le jardinier

## Autour du film
Le film musical (qui n'est pas une comédie musicale) est un genre prisé à l'époque où se tourne le film. Laurel et Hardy font d'ailleurs partie des précurseurs, puisqu'ils avaient déjà tourné dans Le Chant du Bandit (The Rogue Song) de Lionel Barrymore en 1930. S'il s'agissait à l'époque d'insérer quelques scènes du duo comique pour aider à la diffusion du film, Les Montagnards sont là (Swiss Miss) se veut une œuvre plus cohérente.

Il est cependant difficile d'associer les personnages de Laurel et Hardy à ce genre de film, ne serait-ce à cause de leur non-participation aux chants et danses. Il s'ensuit une histoire entrecoupée de scènes où le duo excelle. Restent cependant de très bons gags, et la scène jouée par Stan Laurel avec un Saint-Bernard est un modèle du genre.

Charles Gemora, qui joue le gorille, était six ans plus tôt apparu dans un rôle semblable dans un film précédent de Laurel et Hardy, Prenez garde au lion (The Chimp) de James Parrott. C'est d'ailleurs un rôle qui « colle à la peau » de ce comédien, car au-delà de ces deux films, ce dernier apparaît 27 fois, tenant un rôle analogue, dans une fausse peau de gorille.